# Thirsty Moon
Thirsty Moon est un groupe de jazz-rock progressif allemand, originaire de Brême. Il est formé dans le nord du pays durant l'été 1971, et actif jusqu'aux années 1980. Les premiers albums du groupe sont considérés comme des classiques du krautrock.

## Biographie

### Débuts
Les frères Norbert et Jürgen Drogies commencent dans les années 1960 à s'engager dans la scène beat de Brême. Jürgen joue de la guitare et Norbert, qui n'avait que 15 ans à la première apparition dans Lila Eule, joue de la batterie. Le premier groupe des frères s'appelait The Outcasts. Le groupe reprenait de temps à autre des morceaux de groupes populaires.
Après s'être brièvement appelé DRP (acronyme pour Drogies-Ranwig-Pickert), le groupe se rebaptise Thirsty Moon au début des années 1970. La formation originale comprend Norbert Drogies, Jürgen Drogies, Michael Kobs, Harald Konietzko, Erwin Noack, Willi Pape et Hans-Werner Ranwig. Peu de temps avant l'enregistrement d'un deuxième album, Ranwig quitte le groupe, et le guitariste et chanteur Siegfried Pisalla rejoint le groupe. Andreas Helms, qui avait déjà joué au sein de DRP et Tomorrow Too Bass, remplace provisoirement Harald Konietzko à la basse.
Konietzko et Pisalla avaient travaillé entre 1969 et 1971 au sein du groupe local Tomorrow Too, qui peut être considérée comme le premier grand groupe de rock progressif de la région. En 1970, les morceaux du groupe parviennent à convaincre les producteurs du groupe Nektar de leur offrir un contrat pour lequel le groupe hésite à signer. Ils jouent dans des clubs de renom tels que le Jaguar de Herford, où Jimi Hendrix avait joué plusieurs fois auparavant. Le saxophoniste et flûtiste Willi Pape travaillait dans une agence de publicité et connaissait donc la marque de bière Thirsty Moon, nom qui inspirera celui du groupe.

### Brain and Sky Records
Au début des années 1970, le label Metronome Records fonde une succursale appelée Brain, qui signera notamment des groupes allemands principalement axés krautrock comme entre autres, Jane, Grobschnitt, Neu!, Scorpions et Thirsty Moon. Quatre albums de Thirsty Moon paraissent sur Brain, le cinquième sur Sky Records, un sixième l'album live à partir de séquences d'archives, en 2006 sur les disques de LongHair.
Le premier album, intitulé Thirsty Moon, est enregistré et mixé par l'ingénieur-son et producteur Conny Plank, qui a également travaillé avec Ultravox et Eurythmics.
De nombreux changements de formation suivent après le premier album. Le troisième album, Blitz, est composé et enregistré par Norbert et Jürgen Drogies.

### Dernières activités
En novembre 2006, LongHair Music réédite les albums de Thirsty Moon en format CD. En outre, un album live est publié pour la première fois en 1975. Les CD contiennent des livrets bien fournis et des bonus supplémentaires qui ne sont pas inclus dans les albums. En 2011, Sireena Records sort l'album Lunar Eclipse accompagné par un concert enregistré en 1976.
Depuis 2007, le membre fondateur Jürgen Drogies effectue plusieurs publications avec sa nouvelle formation Back to the Moon. En 2017, un coffret intitulée The Brain Box – Cerebral Sounds of Brain Records 1972-1979, publié par Brain Records, comprend un morceau de Thirsty Moon.

## Membres

### Membres actuels
- Norbert Drogies - batterie
- Michael Kobs - piano électrique, orgue
- Erwin Noack - congas, percussions
- Willi Pape - saxophone
- Harald Konietzko - basse
- Jürgen Drogies - guitare, percussions
- Hans Werner Ranwig - orgue, chant
- Siegfried Pisalla - chant, guitare

### Anciens membres
- Rainer Neumann - saxophone
- Serge Weber - piano, synthétiseur
- Junior Weerasinghe - batterie, chant

## Discographie
- 1972 : Thirsty Moon
- 1974 : You'll never come back
- 1975 : Blitz
- 1976 : A Real Good Time
- 1981 : Starchaser
- 2006 : I'll be Back - Live '75
- 2007 : Dreamcatcher (sous Back to the Moon)
- 2010 : Wave and Smile (EP ; sous Back to the Moon)
- 2011 : Lunar Eclipse - Live at Stagge's Hotel 1976
- 2014 : 3 (sous Back to the Moon)